# Toni Vescoli
Pour l’article homonyme, voir Urs Vescoli.
Toni Vescoli est un auteur-compositeur-interprète suisse, né le 18 juillet 1942 à Zurich.
Chanteur principal du groupe de rock Les Sauterelles (de), qui connaît un grand succès en 1968 avec le titre Heavenly Club, il mène une carrière solo à partir de 1970.

## Biographie

### Origines et famille
Toni Vescoli naît le 18 juillet 1942 à Zurich. Il est le benjamin d'une fratrie de quatre enfants. Son père est ingénieur civil,.
Il est marié depuis 1966 et père d'un enfant (et beau-père de deux autres enfants).

### Enfance, formation, activités professionnelles
Il grandit à Zurich, à Lima au Pérou, puis à Küsnacht, dans le canton de Zurich,.
Il achève en 1963 un apprentissage de dessinateur en bâtiment. Pendant ses débuts musicaux, il travaille de nuit comme trieur de paquets pour La Poste.
Il travaille un temps comme directeur des divertissements pour Schweizer Radio und Fernsehen et également comme restaurateur de meubles.

### Parcours artistique

#### Débuts
Il apprend à jouer de la guitare en autodidacte à la fin des années 1950 et donne de premiers concerts dans une salle de rock du quartier de Niederdorf à Zurich. Il déclare avoir été un grand admirateur du chanteur autrichien Freddy Quinn pendant son adolescence.

#### Les Sauterelles
En 1962, il crée avec deux amis étudiants suisses romands (qui quittent le groupe au bout de trois répétitions) le groupe de rock Les Sauterelles (de), dont il est le chanteur principal et qui se voit rapidement surnommé les Swiss Beatles en raison de leurs reprises du groupe de Liverpool et de leurs cheveux longs. Leur premier titre, Hongkong, sorti en 1965, atteint la première place des classements musicaux en Suisse et les fait directement accéder à la notoriété, mais c'est en 1968 avec le titre Heavenly Club, qui reste plusieurs semaines en tête des classements musicaux en Suisse et qui est le premier clip suisse, qu'ils connaissent leur plus grand succès.

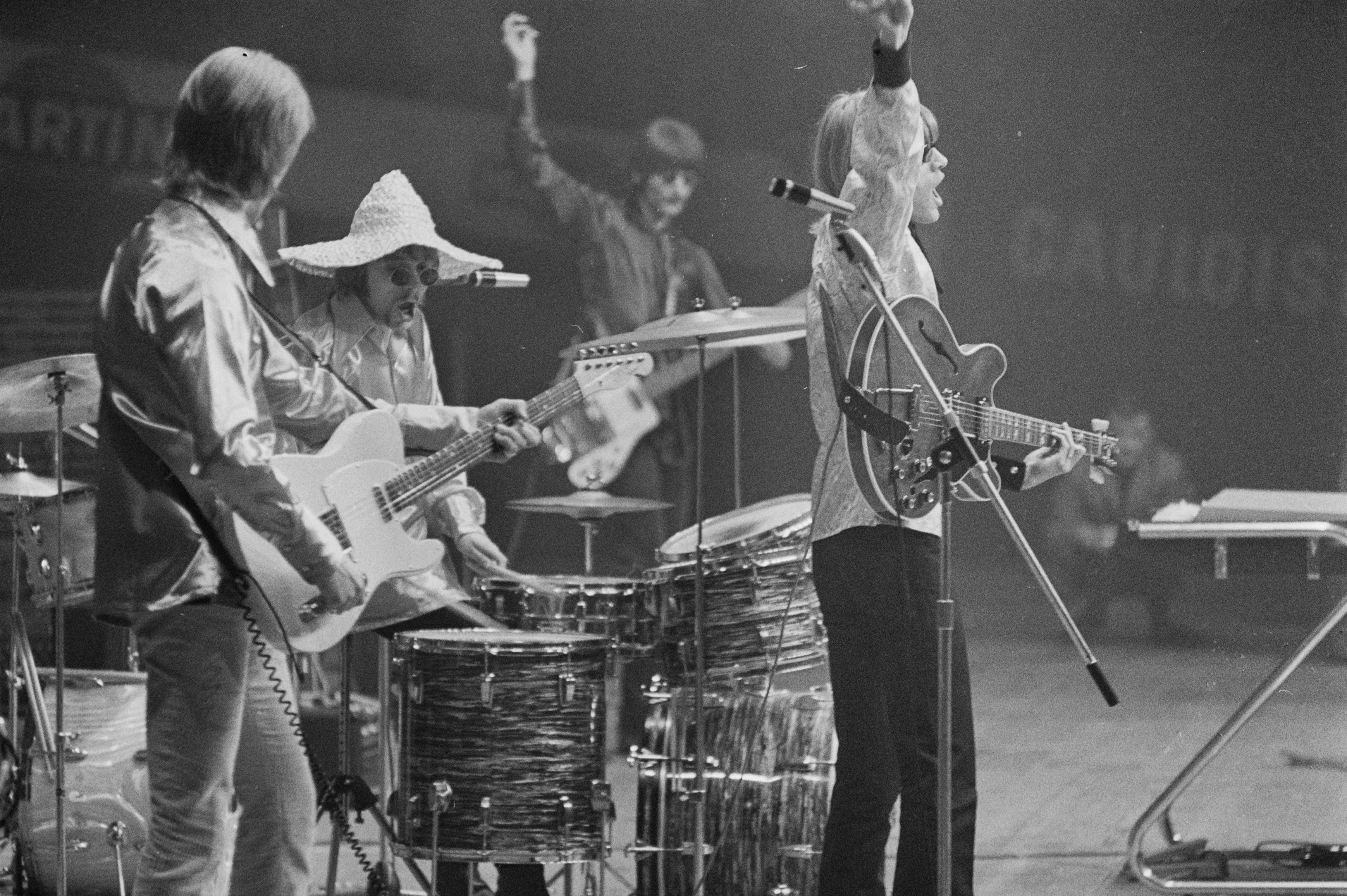
Première partie du concert des Rolling Stones au Hallenstadion à Zurich en 1967.

Le groupe, qui se produit notamment en Italie et en Tchécoslovaquie, fait les premières parties des concerts des Rolling Stones en 1967 au Hallenstadion et de la tournée des Kinks en Suisse. Il se dissout en 1970 avant de se reformer en 1993 pour disparaître à nouveau à la fin 2021 après la mort du bassiste Freddy Mangili.

#### En solo
Après la dissolution de son groupe, Toni Vescoli chante en solo et sort une dizaine d'albums en dialecte zurichois,,,. Son premier titre date de mai 1971 et s'intitule De Wilhelm Täll. Il s'agit de la première chanson pop en suisse allemand. Son titre Es Pfäffli/Susanne vom Land, paru à la fin 1974, est le premier morceau en dialecte, hors schlager et musique populaire, à entrer dans les classements musicaux suisses. Resté quatre semaines dans les dix premières places, il est repris la même année par Reinhard Mey sous le titre de Wie vor Jahr und Tag.
Il compose également quelques schlagers en allemand.
Il participe notamment à la première édition de l'Open Air de Saint-Gall en 1977.

## Albums
- 1974 : Lueg für dich[17]

- 1999 : Tegsass[20]

- 2019 : Gääle Mond[21]

## Distinctions
- 2000 : Prix Walo (de)[8]
- 2016 : Prix Walo d'honneur[22]